# Planetopia
Planetopia war eine seit 1998 ausgestrahlte deutsche Fernsehsendung, die von News and Pictures Fernsehen GmbH produziert und auf wechselnden Sendeplätzen, meist nach Filmen oder Serien, die zuvor zur Hauptsendezeit liefen, im Rahmen einer Drittsendelizenz auf Sat.1 wöchentlich ausgestrahlt wurde. Das Fernsehmagazin behandelte in jeder Sendung verschiedene Themen aus den Bereichen Forschung und Technik.

## Ausstrahlung und Einschaltquoten
Im Juni 2000 wurde die erste Folge Planetopia-Reportage gesendet. Im März 2004 wurde die Sendung unter ihrem früheren Namen Planetopia Online, ausgestrahlt am Montagabend, vorerst bis Mitte Mai 2004 verlängert. Die Sendung erreichte zu diesem Zeitpunkt einen Marktanteil von über 14 Prozent in der werberelevanten Zielgruppe. Auch im März 2005 konnte beim Gesamtpublikum ein Marktanteil von mehr als 11 Prozent erreicht werden. Die Ausstrahlung erfolgte zu dieser Zeit am späten Donnerstagabend.
Nachdem die Sendung Sonntagabend ausgestrahlt wurde, wurde sie seit August 2005 auf den Montagabend verlegt. Auf diesem Sendeplatz wurden nur noch einstellige Marktanteile erreicht. Schließlich folgte die Ausstrahlung ab dem 27. November 2005 wieder am Sonntagabend. Dieser Sendeplatz erreichte im August 2006 knapp 15 Prozent Zielgruppenmarktanteil.
2007 erfolgte die Ausstrahlung am Dienstagabend. Auf diesem Sendeplatz wurden erneut weniger Zuschauer erreicht: etwa 10 Prozent im März 2007. Im August 2008 lief die Sendung erneut am Sonntagabend. Im Juni 2009 begann die Reihe Planetopia – Die Spurenleser. In der werberelevanten Zielgruppe konnten während der Premierenfolge am Mittwochabend nur 6,3 Prozent erreicht werden.
Ab Februar 2010, als auch die Moderation von Kim Adler an Markus Appelmann übergeben wurde, war der Sendeplatz von Planetopia Sonntagabend. Im Juli des gleichen Jahres wurden in der werberelevanten Zielgruppe nur noch Marktanteile von 3,1 Prozent, im Dezember 5,8 Prozent erreicht. Im Januar 2011 wurden 5,1 Prozent in der Zielgruppe erreicht. Sat.1 stellte den Sendeplatz am Sonntagabend um 22:45 Uhr bis März 2011 für unabhängige Drittanbieter bereit, sodass dort bis zu einer Programmänderung Planetopia ausgestrahlt wurde. Der neue Sendeplatz war schließlich ab dem 14. März 2011 montags um 22:15 Uhr, nach Der letzte Bulle und Danni Lowinski. Die erste Ausstrahlung auf dem neuen Sendeplatz verfolgten insgesamt 1,4 Millionen Zuschauen, der Marktanteil in der Zielgruppe betrug 8,1 Prozent, eine Woche später 1,3 Millionen Zuschauer und 6,9 Prozent Zielgruppenmarktanteil.
Am 1. September 2014 sahen 0,77 Millionen Zuschauer bei 3,6 Prozent Marktanteil die Sendung. 0,38 Millionen Zuschauer bei 4,6 Prozent Marktanteil waren es in der werberelevanten Zielgruppe.

## Einstellung
Im Jahr 2013 scheiterte Sat.1, sich sowohl von News and Pictures, die auch für die Produktion von Weck Up verantwortlich waren, als auch von Dctp zu trennen, sodass es eine Verlängerung der Zusammenarbeit bis ins Jahr 2018 geben sollte. Im September 2014 entschied das zuständige Oberverwaltungsgericht Rheinland-Pfalz in Koblenz jedoch, dass die Vergabe der Drittsendezeit ungültig war. Dem voran ging ein Rechtsstreit zwischen der Landeszentrale für Medien und Kommunikation Rheinland-Pfalz und Sat.1 um Lizenzen für Drittsendezeiten. Sowohl Sat.1 als auch N24 standen nicht mehr in der Pflicht, Meinungsvielfalt durch den Rundfunkstaatsvertrag zu gewährleisten, indem sie Sendeplätze für unabhängige Produktionen zur Verfügung stellen. Grund hierfür war die Bevorzugung von News and Pictures. Mit sofortiger Wirkung wurde Planetopia aus dem Programm gestrichen. Das Urteil wurde im April 2015 durch das Verwaltungsgericht Neustadt an der Weinstraße bestätigt.

## Moderatoren
- Berit Schwarz (1998)
- Karen Webb (1998–2003)
- Milena Preradovic (1998–1999)
- Susanne Kripp (1999–2002)
- Elke Rosenfeldt (2003–2007)
- Kim Adler (2007–2010)
- Markus Appelmann (2010–2014)